# Piece by Piece
Piece by Piece —en español, Pieza por pieza— es el séptimo álbum de estudio de la cantante estadounidense Kelly Clarkson. Salió a los mercados musicales el 27 de febrero de 2015 mediante RCA Records. Es su primer álbum en contener material original desde Stronger (2011) y su álbum de estudio final bajo su contrato de grabación después de ganar la primera temporada del programa de talento American Idol en 2002.
Piece by Piece vuelve a reunir a Clarkson con sus colaboradores frecuentes Greg Kurstin, Jesse Shatkin, Jason Halbert, Eric Olson, y Chris DeStefano. Su embarazo le ayudó a escribir más de cinco canciones para el álbum. Como tal, se reunió el material de compositores como Sia, Matthew Koma, MoZella, Bonnie McKee, David Jost, el cantante líder de Semi Precious Weapons, Justin Tranter, y el exintegrante de Cobra Starship, Ryland Blackinton, entre otros.
Inspirado en la producción orquestal de Wrapped in Red, Clarkson que todas las canciones de Piece by Piece resonarán como si fuera su propia banda sonora, siguiendo el ejemplo de las bandas sonoras de Cruel Intentions (1999) y Love Actually (2003) y los arreglos orquestales de Joseph Trapanese. El álbum es ilustrado como un álbum conceptual contando una sola historia, usando temas de desamor, luchas personales, paz, y empoderamiento. La música de Piece by Piece comprende Electropop, pop orquestral, power pop y dance, marcando un alejamiento del sonido pop rock predominante de sus álbumes de estudio anteriores. También incluye participación especial de John Legend.
Piece by Piece fue publicado con recepción positiva por los críticos musicales, quienes aplaudieron las interpretaciones de Clarkson. Las críticas fueron principalmente dirigidas a la producción del álbum, así como también los arreglos midtempo. Comercialmente, se convirtió en su tercer álbum en debutar en el top dell Billboard 200 con 97.000 unidades vendidas. El álbum fue precedido por el sencillo líder «Heartbeat Song» en enero de 2015, el cual se convirtió en top 40 en el Billboard Hot 100. El segundo sencillo del álbum, «Invincible» fue lanzado en mayo de 2015 como sencillo de apoyo de su tour, Piece by Piece Tour el cual comenzará el 11 de julio de 2015.

## Antecedentes y grabación

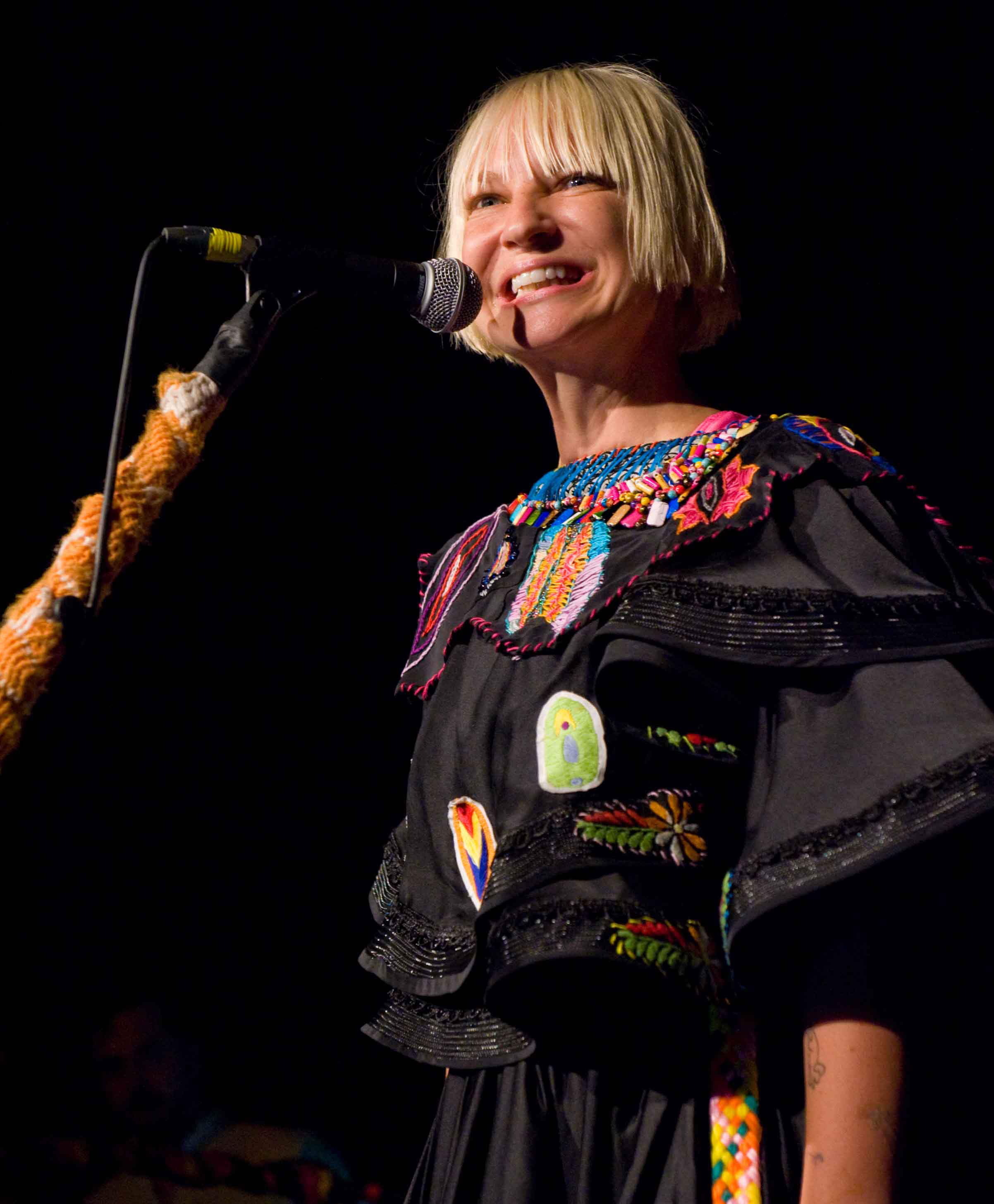
Sia coescribió los dos primeros sencillos del álbum, la primera fue coescrita con Greg Kurstin, mientras que la última fue coescrita con Jesse Shatkin.

En 2013, Clarkson publicó su primer álbum navideño, Wrapped in Red, con lo que comenzó un nuevo ciclo en su carrera. En medio de la grabación, colaboró con los artistas Robbie Williams, Martina McBride and Trisha Yearwood en sus respectivos Swings Both Ways (2013), Everlasting (2014) y PrizeFighter: Hit After Hit (2014). En una entrevista con Billboard, anunció sus intenciones de lanzar un conjunto de álbumes pop y country, así como un álbum al estilo Broadway, como una continuación de Wrapped in Red. El jefe ejecutivo de RCA Records Peter Edge también reveló a mediados de 2014 que estaban en proceso de encontrar nueva música y dirección para alguno de sus artistas actuales — inicialmente Clarkson. Las primeras etapas de desarrollo de un álbum comenzaron en junio de 2012, con la participación de Clarkson de una canción potente con Rodney Jerkins. Ella comentó: 

"Estamos trabajando en ello. Estoy constantemente en ello ya que nunca sabes donde encontrarás una canción, así que siempre estamos trabajando en lo que sigue".

El siguiente álbum completará los términos de su contrato con RCA Records y 19 Recordings, el cual firmó al ganar la primera temporada del programa de talento American Idol en 2002.
Las sesiones de grabación para Piece by Piece comenzaron mientras que Clarkson estaba en la mitad del 12th Annual Honda Civic Tour con Maroon 5 y continuaron mientras que Clarkson estaba embarazada de su primera hija. Durante su producción, Clarkson había acumulado más de veinte canciones para su álbum. Parte de la producción detrás de Wrapped in Red también se unió en Piece by Piece, dirigida por Greg Kurstin, a quien Clarkson había encargado desde Stronger. Jesse Shatkin, quien había inicialmente trabajó en sus dos últimos álbumes de estudio, reveló que él había producido un par de canciones para el álbum. Él describió que la transición hacía un papel "más creativo". Sia, quien era también era colaboradora frecuente de Kurstin y Shatkin, había anunciado sus intenciones de presentar material grabado para Clarkson. Joseph Trapanese, quien había coordinado los arreglos de Wrapped in Red, confirmó que había terminado de arreglar y grabar cinco de las canciones del álbum con una orquesta.

## Composición

### Temas e influencias
Inspirado en la producción de Wrapped in Red, Clarkson quiera que todas las canciones de Piece by Piece sonarán como su propia banda sonora, mientras que también quería que cada canción tuviera potencial como para ser sencillo. Tomando inspiración de las bandas sonoras Cruel Intentions (1999) y Love Actually (2003), ella comentó:

"Amo las bandas sonoras y amo como puedes decir, "Oh, esto debería estar en una banda sonora!" Puedes imaginar la película. Definitivamente quería los elementos de orquesta"

Clarkson ilustró el álbum como un álbum conceptual contando una simple y "genial" historia, usando diferentes piezas de sus aspectos, lo que la lleva a nombrar el álbum Piece by Piece. Citando los aspectos de la angustia y de la lucha personal, así como la paz y el empoderamiento en el contenido lírico, ella describió el álbum como un álbum dentro de un entorno estimulante y reflexivo. Ella recuerda:

"Tengo 32 años, tengo la capacidad de aguantar todas las emociones que tu podrías imaginar - especialmente teniendo 19 (años) e ingresar a la industria, y crecer rápidamente".

### Análisis de canciones
Clarkson comparte cinco créditos como coescritora en Piece by Piece, citando que su embarazo le impidió escribir más material. Ella recuerda: 

"Fue la primera vez que realmente no me sentí inspirada, porque estuve muy enferma, pero no tenía ganas de escribir más. La gran diferencia para este álbum fue reunir temas de compositores con los que me siento inspirada.".

El álbum abre con «Heartbeat Song», producido por Kurstin y escrita por Kara DioGuardi, Jason Evigan, Audra Mae, y Mitch Allan. Clarkson describió la canción como una canción que pudo haber ingresado a Stronger pero era un poco más progresivo, y el tema interpreta un puente conectando Stronger con Piece by Piece. Producido por Shatkin «Invincible» fue seguido como segunda canción de poder, escrita por Sia, Shatkin, Steve Mostyn, y Warren Felder. Clarkson intento que la canción fuese grabada como un dueto con Sia, pero RCA a último momento decidió mantener a la voz de Sia fuera de los créditos para evitar competencia con su álbum de estudio 1000 Forms of Fear (2014) ya que ambas están en el mismo sello discográfico. La última canción grabada para Piece by Piece, Shatkin envió la canción a Clarkson diciendo:

"Sia y yo escribimos esta canción y tienes que escucharla. Sé que estás terminando el álbum pero tienes que escucharla, al instante ella aceptó".

La tercera canción «Someone», es una canción disculpa no disculpa escrita por Matthew Koma y producida por Kurstin. «Take You High», la cuarta canción, fue producida por Shatkin que escribe con Mozella, el cual él describe como "cacharro electrónico", pero también tiene una melodía inquietante por la que pensaba [Clarkson] fue atraída.
Clarkson describe la quinta canción el cual da nombre al álbum «Piece by Piece» como su canción más personal en el álbum. Producida por Kurstin, Clarkson coescribió la canción con él después de una conversación que ella tuvo con su hermana acerca de su vida familiar. La sexta canción, «Run Run Run», incluye la participación especial del cantante estadounidense John Legend. Producido por Jason Halbert, fue escrita por Tim James, Antonina Armato, Joacim Persson, Ry Cuming y David Jost. Clarkson y Legen habían trabajado anteriormente juntos el programa de televisión Duets en 2012. Originalmente se consideró como un tema en solitario, Clarkson lo invitó para convertir el tema en un dueto después de grabar su parte en el The 2013 Honda Civic Tour, en el cual Legend respondió en menos de diez minutos diciendo "Oh Dios mio, me encantaría hacerlo. Envíame el archivo!". «Run Run Run» también fue grabada por la banda de rock alemana Tokio Hotel para su quinto álbum Kings of Suburbia (2014), del cual Clarkson no tenía conocimiento hasta el lanzamiento de su versión. Producido por Kurstin, Clarkson coescribió el séptimo tema «I Had a Dream» con él después de lamentar junto a sus amigos acerca de la dicotomía que existe entre las expectativas y la realidad de los cambios que ha tenido su generación. Incluyendo un coro de góspel, Clarkson "Yo no entiendo por qué todavía estamos luchando con estas cuestiones básicas, (Gay, heterosexual, negro y blanco). Me molesta. Así que termine escribiendo toda la canción sobre ello y tuve un sueño de que eramos más".
Coescrito con Sia, Kurstin produjo el octavo tema, «Let Your Tears Fall». Fue la primera canción que Clarkson grabó para Piece by Piece, el cual ella grabó mientras estaba de gira con Maroon 5. La canción fue finalizada justo cuando Sia y Kurstin habían completado el trabajo para 1000 Forms of Fear, en el que Clarkson se enamoró con el mensaje lírico de la canción sobre "tener a esa persona o esas personas en tu vida, con los cuales puedes desahogarte".

## Lanzamiento
Piece by Piece fue inicialmente publicado en Europa y Oceanía el 27 de febrero de 2015 por RCA Records a través de su casa matriz  Sony Music Entertainment. El 3 de marzo de 2015, fue publicado en Estados Unidos por RCA Records y 19 Recordings. Ese mismo día, un box set edición limitada fue publicado, el cual contiene la edición de lujo del álbum y 17 cartas tipo rompecabezas de letras del álbum con una lámina holografíca selladas para corresponder cada tema. Un código de boleto preventa exclusivo para el tour en apoyo al álbum está también escondido en cada caja. Un LP impreso de Piece by Piece seguido del lanzamiento del álbum el 24 de marzo de 2015.

### Promoción
En enero de 2015 Clarkson compartió fragmentos de letras de nueve canciones del álbum en su sitio web. Desde el 23 de febrero hasta el 27 de febrero de 2015, RCA publicó «Invincible», «Piece by Piece», «Run Run Run», «Take You High» y «Someone» como sencillos promocionales, respectivamente. Clarkson comentó sobre la campaña:

"No recuerdo que vino con ella, pero es la idea más genial. El álbum en su conjunto, es un mundo de sencillos, es genial tener alguna forma de construir anticipación alrededor del álbum completo. Es tan genial que podrán escuchar un poco del álbum completo, y después ellos podrán hacer una evaluación no basada en solo un solo sencillo".

Desde el 26 de febrero al 2 de marzo de 2015, RCA, The Hershey Company y Viacom Media Networks lanzaron una campaña para presentar los temas «Let Your Tears Fall», «Tightrope», «War Paint», «Dance With Me», y «Good Goes the Bye» en los canales de música de Viacom MTV, VH1, and CMT.
En la víspera de lanzamiento, Piece by Piece fue precedida por una fiesta de lanzamiento en el Teatro iHeartRadio en Nueva York, una parte de los cuales también transmitida en vivo en todas las estaciones radiales de iHeartRadio alrededor de Estados Unidos. Clarkson también ha interpretado «Heartbeat Song» en vivo por televisión, debutando en el programa The Graham Norton Show el 20 de febrero de 2015, y continuando en los programas Loose Women y The Tonight Show Starring Jimmy Fallon el 2 de marzo de 2015, y en Good Morning America el 3 de marzo de 2015.     
Durante su aparición en Good Morning America, Clarkson anunció las primeras 38 fechas de su gira Piece by Piece Tour en apoyo al álbum, el cual comenzará en Hershey, Pensilvania el 11 de julio de 2015.

## Listado de canciones
- Versión estándar[5]

| N.º | Título                                | Escritor(es)                                                          | Productor(es)                | Duración |  |
| 1.  | «Heartbeat Song»                      | Kara DioGuardi • Jason Evigan • Audra Mae • Mitch Allan               | Greg Kurstin • Jason Halbert | 3:18     |  |
| 2.  | «Invincible»                          | Sia Furler • Jesse Shatkin • Stephen Mostyn • Warren "Oak" Felder     | Shatkin • Steve Mostyn • Oak | 3:58     |  |
| 3.  | «Someone»                             | Matthew Koma                                                          | Kurstin • Halbert            | 3:39     |  |
| 4.  | «Take You High»                       | Shatkin • Maureen "Mozella" McDonald                                  | Shatkin                      | 4:20     |  |
| 5.  | «Piece by Piece»                      | Kelly Clarkson • Kurstin                                              | Kurstin                      | 4:17     |  |
| 6.  | «Run Run Run» (Featuring John Legend) | Tim James • Antonina Armato • Joacim Persson • Ry Cuming • David Jost | Halbert                      | 4:32     |  |
| 7.  | «I Had a Dream»                       | Clarkson • Kurstin                                                    | Kurstin                      | 3:58     |  |
| 8.  | «Let Your Tears Fall»                 | Furler • Kurstin                                                      | Kurstin                      | 3:55     |  |
| 9.  | «Thightrope»                          | Clarkson • Kurstin                                                    | Kurstin                      | 3:32     |  |
| 10. | «War Paint»                           | Joleen Belle • Julia Michaels • Nolan Lambroza                        | Halbert                      | 3:44     |  |
| 11. | «Dance With Me»                       | Dan Rockett                                                           | Kurstin                      | 4:20     |  |
| 12. | «Nostalgic»                           | Justin Tranter • Ryland Blackinton • Dan Keyes • Vaughn Oliver        | Halbert                      | 3:37     |  |
| 13. | «Good Goes The Bye»                   | Shane McAnally • Natalie Hemby • Jimmy Robbins                        | Halbert • Eric Olson         | 3:21     |  |

- Edición deluxe (bonus tracks)[6]

| N.º | Título           | Escritor(es)                                          | Productor(es)       | Duración |  |
| 14. | «Bad Reputation» | Clarkson • Kelly Sheehan • Kurstin • Bonnie • McKee   | Kurstin             | 3:18     |  |
| 15. | «In The Blue»    | Clarkson • Shatkin • Anjulie Persaud • Fransisca Hall | Shatkin             | 4:41     |  |
| 16. | «Second Wind»    | Chris DeStefano • McAnally • Maren Morris             | DeStefano • Halbert | 3:15     |  |

- Edición japonesa (bonus track)[7]

| N.º | Título                             | Escritor(es)                     | Remixer   | Duración |  |
| 14. | «Heartbeat Song» (Dave Audé Remix) | DioGuardi • Evigan • Mae • Allan | Dave Audé | 3:47     |  |